# Gurobi
Gurobi oder der Gurobi Optimizer ist eine Software für mathematische Optimierung.

## Geschichte
Zonghao Gu, Edward Rothberg und Robert Bixby gründeten das Unternehmen Gurobi mit der Software Gurobi Optimizer als wichtigstem Produkt. Der Name setzt sich aus den Anfangsbuchstaben der Nachnamen der drei Gründer zusammen.

## Funktionalität
Gurobi ist ein Solver zur Lösung von Optimierungsproblemen. Unterstützt werden lineare Optimierungsprobleme (LP) sowie quadratische (QP), gemischt-ganzzahlige lineare (MILP), gemischt-ganzzahlige quadratische (MIQP) und gemischt-ganzzahlige Optimierungsprobleme mit quadratischen Nebenbedingungen (MIQCP).
Es gibt objektorientierte Schnittstellen für C++, Java, das .Net-Framework, MATLAB, Python und Julia (via JuMP) und eine matrixorientierte Schnittstelle für Python, R, MATLAB, C und Julia. Die Modellierungssprachen AIMMS, AMPL, GAMS und MPL können eingebunden werden.